# 東尤寧 (明尼蘇達州)
東尤寧（英語：East Union）是位於美國明尼蘇達州卡弗縣達爾格倫鎮區及三藩市鎮區的一個非建制地區。

## 地理
東尤寧所處的海拔為高於海平面261米（即856英呎），而該地所採用的時區為UTC-6，即北美中部時區（CST）。同時該地設有夏令時間，為UTC-6調快一小時，即UTC-5（CDT）。